# イスラーム自由大学
イスラーム・アザド大学 （ペルシア語: دانشگاه آزاد اسلامی , Dāneshgāh-e Āzād-e Eslāmi）はイランの私立大学群。アーザード大学あるいはアザド大学とも。
1982年設立、本部をテヘランにおく。現在の在籍学部生数は130万人で、巨大大学に分類される。
イスラーム・アザド大学はイラン学生通信（ISNA）と同様の通信社、アーザード通信を運営している。

## 註
1. ↑   Encyclopaedia Britannica World Almanac, ed. 2004, page 666